# Krasnyj Jar (Oblast' di Volgograd)
Krasnyj Jar (in russo Красный Яр?) è un insediamento di tipo urbano  della Russia europea, situato nel rajon Žirnovskij dell'oblast' di Volgograd.
Si trova nella parte meridionale delle alture del Volga, sulla riva sinistra del Medvedica, 275 km a nord di Volgograd e 39 km a sud di Žirnovsk.